# Gizia (Fluss)
Die Gizia ist ein kleiner Fluss in Frankreich, der in der Region Bourgogne-Franche-Comté verläuft. Sie entspringt im Gebiet der gleichnamigen Gemeinde Gizia, entwässert im Oberlauf generell in westliche Richtung, schwenkt dann auf Nordwest und mündet nach insgesamt rund 17 Kilometern im Gemeindegebiet von Frontenaud als rechter Nebenfluss in den Solnan. Auf ihrem Weg tangiert die Gizia die Départements Jura und Saône-et-Loire. Im Oberlauf quert der Fluss die Bahnstrecke Mouchard–Bourg-en-Bresse, im Mittelteil die Autobahn A39 und im Mündungsabschnitt die Bahnstrecke Dijon-Ville–Saint-Amour.

## Orte am Fluss
(Reihenfolge in Fließrichtung)
- Gizia
- Les Bretenaux, Gemeinde Gizia
- Cousance
- Le Villard, Gemeinde Le Miroir
- La Grange du Bois, Gemeinde Le Miroir
- Le Truchet, Gemeinde Le Miroir
- Les Courbes, Gemeinde Frontenaud
- Frontenaud
- Venay, Gemeinde Frontenaud

## Sehenswürdigkeiten
- Château de Cousance, Schloss aus dem 18. Jahrhundert am Flussufer bei Cousance – Monument historique[4]
- Château de Crozes, Schloss aus dem 19. Jahrhundert am Flussufer bei Frontenaud – Monument historique[5]